# Buzzi (cognome)
Buzzi è un cognome di lingua italiana.

## Varianti
Il cognome non presenta varianti.

## Origine e diffusione
Il cognome è tipicamente lombardo-veneto.
Potrebbe derivare da un'aferesi del cognome Gabuzzi così come del cognome Iacobuzzi.

## Persone
- Fabio Buzzi (1943-2019) – imprenditore, ingegnere e pilota motonautico italiano
- Giacomo Buzzi Leone (1787-1858) – architetto italiano
- Giancarlo Buzzi (1929-2015) – scrittore, traduttore, dirigente d'azienda, pubblicitario e imprenditore italiano